# 南安路
南安路，中国元朝的路。
北宋淳化元年（990年），分割虔州设置南安军。元朝至元年间改为南安路，治所在大庾县（今江西省大余县）。下辖大庾、南康、上犹三县。包括今江西省章水、上犹江流域。元朝末年，朱元璋政权改为南安府。